# Ancistrocerus erythropus
Ancistrocerus erythropus är en stekelart som först beskrevs av Charles Thomas Bingham.  Ancistrocerus erythropus ingår i släktet murargetingar, och familjen Eumenidae.

## Underarter
Arten delas in i följande underarter:
- A. e. khasianus
- A. e. cameroni